# 휴 허
휴 허(Hugh Herr, 1964년 10월 25일 출생)는 미국의 암벽 등반가, 공학자, 그리고 생물 물리학자이다.

## 인생 초반
펜실베니아 주 랜체스터의 한 메노나이트 가정에서 다섯 형제 중 막내로 태어난 휴 허는 비범한 암벽 등반가였다. 8살 때, 그는 11,627 피트(3,544 m)의 캐나다 소재 로키 산맥의 템플 산을 올랐고, 17세에 미국에서 가장 뛰어난 등반가 중 하나로 인정받았다. 1982년 1월, 뉴 햄프셔 주 워싱턴 산에 있는 헌팅턴 계곡에서 어려운 얼음 등반을 하던 중, 휴 허와 한 명의 동료 등반가 제프 배처(Jeff Batzer)는 눈보라에 갇혀 길을 잃었고 결국 대협곡(The Great Gulf)으로 내려와 영하 29 ℃에서 3일 밤을 보냈다. 그들이 구조되었을 즈음에는 이미 심각한 동상을 입은 상태였다. 휴 허는 양쪽 다리를 모두 무릎 아래까지 절단해야 했다. 그의 동료는 왼쪽 무릎 아래와 오른쪽 발가락, 오른손의 손가락을 잃었다. 구조 시도를 하는 동안, 자원 봉사자 알버트 다우(Albert Dow)는 눈사태로 죽었다.
수술과 재활로 몇 달을 보낸 후, 휴 허는 의사가 그에게 절대로 불가능 할 것이라 했던 등반을 다시 시작했다. 그는 직접 디자인한 특화된 보형물들을 사용하여 동전 너비의 작은 바위 모서리에서도 설 수 있는 의족을 만들었으며, 가파른 얼음벽을 오르도록 도와주는 티타늄 스파이크가 부착되어 있었다. 그는 불편한 자세를 막기 위해 키를 조절하고 손과 발이 닿지 않기 전에 잡아주는 보형물을 사용했다. 휴 허의 키는 5~8 피트까지 조절할 수 있었다. 결과적으로 이 보형물들을 사용하여 휴 허는 사고를 당하기 전보다 한 층 높은 수준에 올랐고, 그를 건강한 사람들과 동등하게 스포츠를 수행하는 심각한 절단 수술을 받은 첫 번째 사람으로 만들었다.

## 개인적 삶
휴 허와 작가 패트리카 엘리스 허(Patrica Ellis Herr)는 두 딸 알렉산드라와 세이지의 부모이다. 알렉산드라의 첫 하이킹 성공은 패트리카의 회고록 "위로: 엄마와 딸의 등반 모험(Up: A Mother and Daughter’s Peakbagging Adventure)"에 묘사되어 있다.

## 학력
등산가로서 경력을 쌓고, 휴 허는 전부터 관심이 있던 학업에 몰두하기 시작했다. 그는 밀러스빌 대학 물리학과를 졸업하고, MIT에서 기계공학 석사학위, 하버드 대학에서 생체 물리학 박사 학위를 받았다.

## 경력

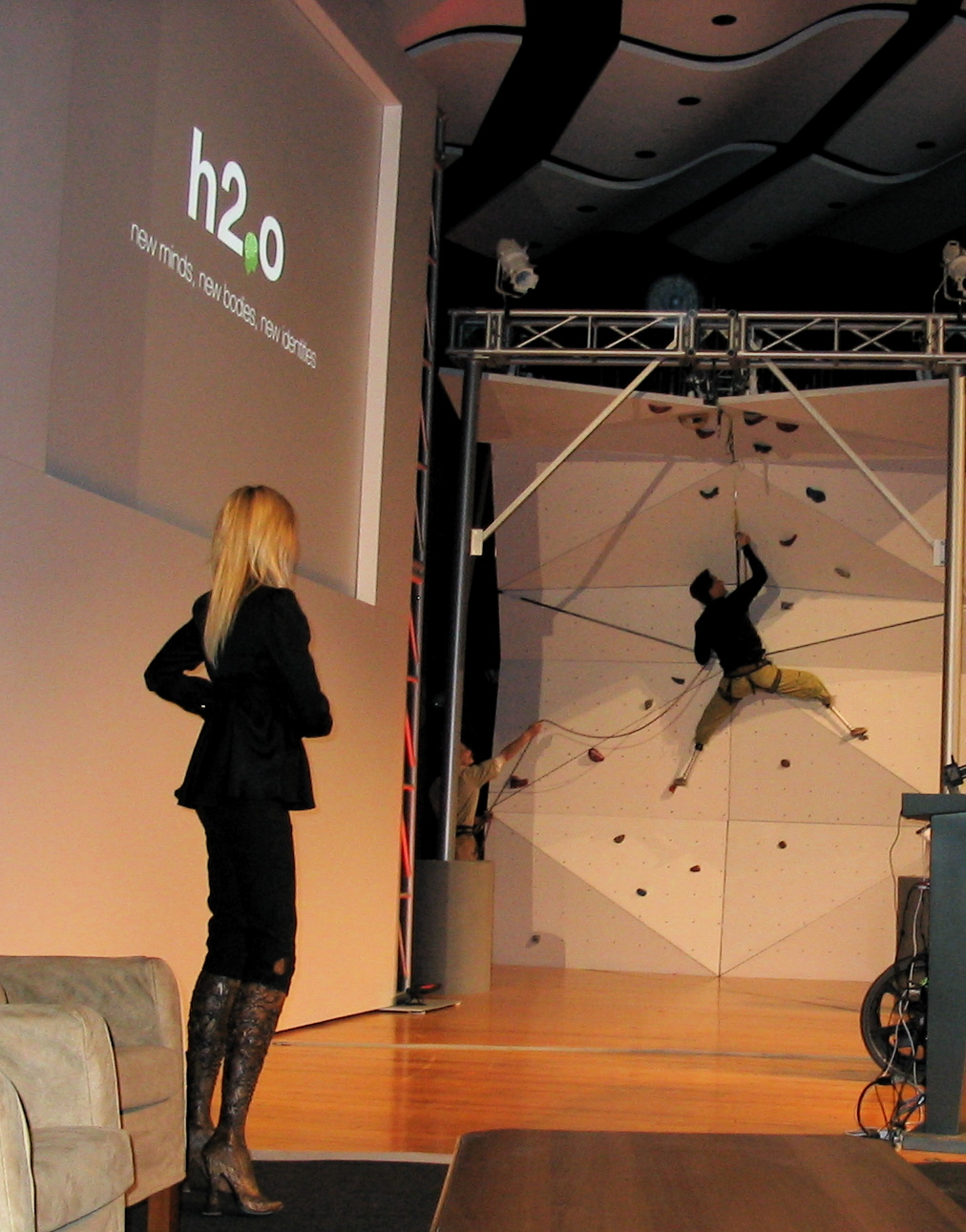
휴 허가 휴먼 2.0 심포지움(2007)에서 양 다리 절단자인 에이미 뮬린스가 지켜보는 가운데 MIT 미디어랩에 있는 벽을 오르고 있다

MIT에서 생물의학 기기 분야의 박사를 취득한 후 연구원으로 재직할 당시, 그는 인간의 다리 기능에 필적하는 진보된 다리 보조기구와 정형 수술에 관한 작업에 착수했다. 현재 그는 MIT의 '미디어 예술과 과학 프로그램'(Program in Media Art and Sciences)과 하버드-MIT의 건강 과학 기술 부서에서 부교수직을 맡고 있다. MIT 미디어랩의 바이오메카트로닉스 연구팀의 수장으로서 인간의 신체적 능력을 증가시키는 착용 가능한 로봇의 시스템을 발전시키는데 주력하고 있다. 그가 디자인하는 것들의 대부분은 그를 위한 것이 아니며 그와 만나기 어려운 다른 이들을 위한 것이다. 휴 허는 재활 과학 분야에서 60개가 넘는 동료 평가 논문을 발행했으며, 레오 니(Rheo Knee, an active ankle-foot orthosis, and the world's first powered ankle-foot prosthesis.와 같이 상업적으로 이용 가능한 컴퓨터로 조종하는 인공 무릎, 활동성 발목-발 보조기, 그리고 세계에서 최초로 충전식 발목-발 보조기구와 관련된 10개 이상의 특허권(공동 소유 포함)을 가지고 있다.
이 장비들은 바이오메카트로닉스와 신경 조절의 원리를 적용한 공학 과학의 떠오르는 분야를 이끌고 있다. 목표는 사지 절단이나 병으로 고통받는 사람들을 일상 생활로 복귀시키며, 순수한 생리학의 학문적 관점에서 인간의 육체적 조건의 상승시키는 것이다.
사지에 가해지는 중량과 관절의 위치를 지속적으로 감지하는 마이크로프로세서를 탑재한 컴퓨터로 통제되는 무릎은 2004년 타임지 선정 건강 부문에서 발명품 top 10에 올랐다. 인공 발목-발 보조기는 생물학적으로 다리의 움직임을 모방하였고 또한 최초로 정강이뼈 절단 수술을 받은 사람들이 자연스러운 걸음걸이를 걷게 해주었으며 타임지의 동일한 순위표에 2007년에 올랐다.
기술 부문과 경제와 고용 부문에서 하인즈 상을 2007년에 수상하였다. 또한 유명 기계 부문 혁신 리더상을 수상했다(2005)
그는 여섯 대학 출신의 바이오메카닉과 생리학 분야에서 전문가 7명으로 구성된 팀의 멤버이다. 이들 여섯 대학에서는 오스카 피스토리우스의 러닝 블레이드의 기계학에 관한 연구를 수행했다. 남아프리카공화국 출신의 양쪽 다리 절단 수술을 받은 트랙 선수인 오스카는 국제 육상경기 연맹(IAAF)으로부터 장애인 경기에서 뛰는 것을 금지당했는데 그의 블레이드가 경쟁적 우위를 가진다는 이유에서였다. 이 부분은 휴와 그의 동료 로져 크램에 의해 스위스의 라우센에서 2008년 5월 열린 CAS에서 발표되었고 이 금지를 뒤바꾸는 결과를 냈다. 피스토리우스가 올림픽에서 건장한 신체의 선수들과 경쟁할 자격을 갖춘 첫 번째 장애인 단거리 달리기 선수가 되었다. 이 팀의 실험 결과물들은 '응용 생리학 저널'(Journal for Applied Physiology) 지에 2009년 1월 18일 실렸다.
휴 허의 이야기는 엘리슨 오시우스가 쓴 '두 번째 등정: 휴 허의 이야기(Second Ascent: The Story of Hugh Herr)'에 소개되어있으며, 디스커버리 채널이 이 이야기를 방영하였고, 2002년에는 내셔널 지오그래픽이 영화 '등정: 휴 허의 이야기(Ascent: The Story of Hugh Herr)'를 제작했다.
또한 휴 허는 2012년 3월 25일 CNN의 The Next List 코너에 출현했다.

## 수상
- 다빈치 상 (2008)[16]
- Action Maverick Award (2008)[17]
- 제13회 기술 및 경제와 고용 부문 하인즈 상 (2007)[10]
- 타임지 선쟁 10대 발명품(2004, 2007)[8][9]
- Popular Mechanics Breakthrough Leadership Award (2005)[11]
- Science magazine Next Wave: Best of 2003
- Young American Award (1990)
- United States College Academic Team (1990)
- Sports Hall of Fame (1989)

## 암벽 등반 기록
- 1983 Vandals, Gunks, FA with Lynn Hill and Russ Clune, first 5.13 on the East Coast.[18]
- 1984 Stage Fright (5.12c X), Cathedral Ledge, North Conway, NH. First Ascent.[19]
- 1986 Ride of the Valkyries (5.12a), Careno Crag, Leavenworth, WA – First Ascent.[20]
- 1986 City Park (5.13c), Index Town Walls, WA – 2nd ascent.[21]

## 전기
1. 오시우스, 엘리슨 (1991), 두 번째 등정: 휴 허의 이야기( Second Ascent: The Story of Hugh Herr).Osius, Alison (1991). 《Second Ascent: The Story of Hugh Herr》. Mechanicsburg, PA: Stackpole Books. ISBN 978-0-8117-1794-6.
2. 메카닉스버그, PA: Stackpole Books( ISBN 978-0-8117-1794-6)